# البطاقة الخضراء

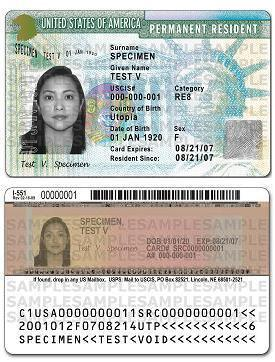
بطاقة الإقامة الدائمة الأمريكية 2010(البطاقة الخضراء)

البطاقة الخضراء تعرف رسميًا ببطاقة الإقامة الدائمة، هي وثيقة هوية تظهر أن حاملها يمتلك إقامة دائمة في الولايات المتحدة. يطلق على حاملي البطاقة الخضراء رسميًا صفة مقيمين دائمين شرعيين. يوجد حتى عام 2019، نحو 13.9 مليون حامل للبطاقة الخضراء، و9.1 مليون منهم مرشحون ليصبحوا مواطنين أمريكيين. يخدم 65 ألف منهم تقريبًا في قوات الجيش الأمريكي.
يحق لحاملي البطاقة الخضراء قانونيًا التقدم بطلب للحصول على الجنسية الأمريكية بعد أن يثبت من خلال تفوق الأدلة أنهم، من بين أمور أخرى، أقاموا بصورة مستمرة في الولايات المتحدة لمدة تتراوح بين سنة وخمس سنوات، وهم أشخاص يتمتعون بسلوك أخلاقي جيد. يحصل أولئك الذين تقل أعمارهم عن 18 عامًا على الجنسية الأمريكية تلقائيًا إذا كان أحد والديهم على الأقل مواطن أمريكي.
يطلق على البطاقة اسم «البطاقة الخضراء» بسبب لونها الأخضر التاريخي. كان يطلق عليها سابقًا «شهادة تسجيل أجنبي» أو «بطاقة تسجيل أجنبي». يمكن للمهاجرين الذي يبلغون من العمر 18 عامًا أو أكثر، في حال عدم وجود أي ظروف استثنائية، أن يمضوا حتى 30 يومًا في السجن بسبب عدم حملهم بطاقتهم الخضراء.
يتم البت في طلبات البطاقات الخضراء من قبل دائرة خدمات الهجرة والجنسية الأمريكية، لكن في بعض الحالات يمكن أن يمنح قاضي الهجرة أو عضو مجلس استئناف الهجرة، نيابة عن المدعي العام للولايات المتحدة، أن يمنحوا الإقامة الدائمة في سياق إجراءات الترحيل. يجوز لأي قاضٍ فيدرالي مفوض أن يفعل الشيء نفسه من خلال توقيع أمر قضائي وإصداره. يمكن للعمال المهاجرين الذين يرغبون بالحصول على البطاقة الخضراء التقديم باستخدام نموذج التقديم آي-140.
يمكن للمقيم الشرعي الدائم أن يصبح «قابلًا للترحيل» من الولايات المتحدة بعد إدانته جنائيًا، خاصة إذا كانت تتضمن جريمة خطيرة مفصلة أو جناية مشددة «انتهت مدة السَجن بسببها خلال الخمسة عشر عامًا الماضية».

## تاريخها
تشكلت دائرة الهجرة والتجنيس كجزءٍ من وزارة العمل في عام 1933، ونُقلت في عام 1940 إلى وزارة العدل إلى جانب قانون الجنسية لعام 1940. كانت تستخدم «بطاقة تسجيل الأجانب» بدلًا من «البطاقة الدائمة» خلال أربعينيات القرن العشرين، والتي يكتب عليها من الخلف «Perm.Res» وفقًا لقانون الهجرة لعام 1924.
وضح قانون الهجرة والجنسية الذي أقره الكونغرس الأمريكي في عام 1952 أن «مصطلح «أجنبي» يعني أي شخص ليس مواطنًا أمريكيًا أو حاملًا للجنسية الأمريكية.

### قانون إصلاح الهجرة غير الشرعية ومسؤولية المهاجرين
بتاريخ 30 سبتمبر، 1996، وقع الرئيس كلينتون على قانون إصلاح الهجرة غير الشرعية ومسؤولية المهاجرين.
يمكن أن يملأ المقيم الشرعي الدائم طلب تجنيس بعد خمس سنوات من الإقامة المتواصلة في الولايات المتحدة. يمكن تخفيض هذه المدة إلى ثلاث سنوات في حال تزوج من مواطن أمريكي أو خلال خدمته مع قوات الجيش الأمريكي. يمكن للمقيم الشرعي الدائم أن يرسل طلبه بالتجنيس قبل 60 يومًا من إكماله لمدة الإقامة المطلوبة. يجب على مقدم الطلب، إضافة إلى الإقامة المستمر، أن يتمتع بسلوك أخلاقي جيد، وأن ينجح باختبار اللغة واختبار التربية الوطنية، ويظهر مدى إخلاصه للدستور الأمريكي. في صيف عام 2018، تم إطلاق برنامج جديد لمساعدة المقيمين الشرعيين الدائمين في تحضير أنفسهم للتجنيس.
يمكن للمقيمين الشرعيين الدائمين، كالمواطنين الأمريكيين، كفالة بعض أفراد العائلات للهجرة إلى الولايات المتحدة، لكن عدد أفراد عائلة المقيمين الشرعيين الدائمين الذين يستطيعون الهجرة محدود بسقف سنوي، ويوجد تراكم على مدى سنوات.

### تقييدات «عالة على المجتمع» لعام 2019 على منح البطاقات الخضراء
بتاريخ 12 أغسطس، 2019، أعلنت دائرة خدمات الهجرة والمواطنة (يو إس سي آي إس) بشكل رسمي عن أمر جديد يمنع المهاجرين الفقراء من الحصول على صفة مهاجر شرعي دائم. بموجب هذه القاعدة، التي كان من المقرر أن تدخل حيز التنفيذ في 15 أكتوبر عام 2019، يمكن تصنيف المهاجرين القانونيين الذين تلقوا مزايا عامة مثل دخل الضمان الإضافي، والمساعدة المؤقتة للعائلات المحتاجة، وبرنامج المساعدة الغذائية الإضافي، والتأمين الصحي ومساعدة الإسكان العام لأكثر من إثني عشر شهرًا بأنهم «عالة على المجتمع» وغير جديرين بالإقامة الدائمة. قد يقوم مسؤول الهجرة بالتحري عن صحة، ودخل، وثروة، وتعليم، وعائلة المتقدمين للإقامة الدائمة لتوقع فيما إذا كانوا سيصبحون عالة على المجتمع في المستقبل. يظهر مصطلح «عالة على المجتمع» في قانون الهجرة والتجنيس، لكن لم يعرفه القانون. يستثنى اللاجئون وطالبوا اللجوء والنساء الحوامل والأطفال وأفراد عائلة أولئك الذين يخدمون في قوات الجيش من التقييدات. قدرت إدارة ترامب أن 58% من العائلات التي يديرها أشخاص من غير المواطنين تستخدم برنامج الرفاهية العامة ونصفها يستخدم برنامج التأمين الصحي(ميدكيد). قدر معهد سياسة الهجرة أن نصف المتقدمين للبطاقة الخضراء سيتم استبعادهم بموجب هذه القاعدة.
صرح كينيث ت. كوتشينيللي الثاني، المدير بالوكالة السابق لدائرة خدمات الهجرة والمواطنة في الولايات المتحدة، أنه «سيكون لهذه السياسة فائدة طويلة الأمد في حماية دافعي الضرائب من خلال ضمان ألا يتحول الأشخاص الذين يهاجرون إلى هذا البلد إلى أعباءٍ عامة، وأنهم قادرون على الاعتماد على أنفسهم، كما فعل المهاجرون في السنوات الماضية». أعلن المركز الوطني لقوانين الهجرة أنه «سيكون لهذه القاعدة أثر إنساني رهيب، وستجبر بعض العائلات على التخلي عن الرعاية الصحية والتغذية الضروريتين لإنقاذ الأرواح، وسيبقى أثر ضررها لعقود». أعلن المركز القانوني أنه سيقيم دعوى من أجل منع تنفيذ هذه السياسة.
انتقد جو بايدن، أثناء حملته الانتخابية لمنصب رئيس الولايات المتحدة، قاعدة «عالة على المجتمع» وتعهد بإلغائها. بتاريخ 2 فبراير، 2021، وقع الرئيس بايدن أمرًا تنفيذيًا يقضي بمراجعة وزارة الأمن الداخلي الأمريكية لهذه السياسة، من بين أمور أخرى.

## أنواع الهجرة
يمكن أن يحصل شخص أجنبي على الإقامة الدائمة في الولايات المتحدة بشكل أساسي من خلال ما يلي:
- كفالة فرد من العائلة
- توظيف خاص
- استثمار كبير (900 ألف دولار أمريكي على الأقل)
- قرعة التنوع (هجرة عشوائية)
- تشير إليهم المفوضية السامية للأمم المتحدة لشؤون اللاجئين بأنهم لاجئين (أو يطلبون اللجوء في الولايات المتحدة)